# Strådøden
Strådøden var når en viking døde i sin seng af alderdom eller sygdom. Han ender i Hel, et trøstesløst sted under Asgård, hvor uhyret Hel hersker over de ulykkelige sjæle. En viking der frygtede denne død stod derfor ikke tilbage for krig og kamp.